# Theodosia maindroni
Theodosia maindroni är en skalbaggsart som beskrevs av Auguste Bourgoin 1910. Theodosia maindroni ingår i släktet Theodosia och familjen Cetoniidae. Utöver nominatformen finns också underarten T. m. kaorui.